# Rebecca Latimer Felton
Rebecca Ann Latimer Felton (Decatur, 10 de junio de 1835-Atlanta, 24 de enero de 1930) fue una escritora, conferenciante, reformista y política estadounidense. La mujer más destacada de la era progresista en Georgia, se convirtió en la primera mujer en ser miembro del Senado de los Estados Unidos, aunque sólo estuvo en el cargo por un día. Prestó juramento el 21 de noviembre de 1922 y sirvió solo 24 horas. Con 87 años, 9 meses y 22 días de edad, fue la senadora de más edad en acceder al Senado y única mujer senadora por el estado de Georgia hasta el nombramiento en 2019 de Kelly Loeffler. Su esposo, William Harrell Felton, fue miembro de la Cámara de Representantes de los Estados Unidos y de la Cámara de Representantes de Georgia, y ella le ayudó en su carrera política. Fue una mujer prominente de la sociedad, defensora de la reforma penitenciaria, del sufragio femenino y de la modernización de la educación, pero también supremacista blanca y propietaria de esclavos y una de las pocas mujeres prominentes que hablaba a favor del linchamiento.

## Primeros años
Nació en Decatur, Georgia el 10 de junio de 1835. Era la hija de Charles Latimer, un próspero terrateniente, comerciante y dueño de una tienda. Su padre era un nativo de Maryland y se había trasladado al condado de DeKalb en la década de 1820, y su madre, Eleanor Swift Latimer, era de Morgan, Georgia. Rebecca era la mayor de los cuatro hijos de la pareja; su hermana, Mary Latimer, también desempeñó un papel destacado en las reformas en favor de la mujer a principios del siglo XX. Cuando tenía 15 años, su padre la envió a vivir con unos parientes en la ciudad de Madison, donde asistió a una escuela privada perteneciente a una iglesia presbiteriana local. Posteriormente ingresó en el Madison Female College, donde recibió una educación clásica en artes liberales. Se graduó como la mejor de su clase a los 17 años en 1852.
En octubre de 1853, se casó en su casa con el médico y predicador metodista William Harrell Felton y se mudó a vivir con él a su plantación al norte de Cartersville, Georgia. Tuvieron cinco hijos, una niña y cuatro niños; solo uno, Howard Erwin Felton, sobrevivió a la infancia. Después de la guerra civil estadounidense su plantación fue destruida. Al no poder contar con el trabajo esclavo en su plantación tras la guerra, el Dr. Felton recurrió a la agricultura como una forma de obtener ingresos hasta conseguir suficiente dinero para abrir una escuela. Felton y su esposo abrieron la Academia Felton en Cartersville, donde ambos impartieron clases. Ayudó a su esposo en su carrera política, primero como congresista de los Estados Unidos y más tarde en la legislatura de Georgia, escribiendo discursos, planificando estrategias de campaña y en la redacción de propuestas legislativas.

## Sufragio femenino
Con su ingreso en la Unión Cristiana de Mujeres por la Templanza en 1886, adquirió prestigio como oradora en favor de la igualdad de derechos para las mujeres blancas. Al entrar en la escena pública de forma independiente de la carrera política de su marido a finales del siglo XIX, intentó emplear a hombres pertenecientes a la alta sociedad para ayudar a las mujeres de la alta sociedad a conseguir la igualdad de derechos. Creía que era necesario que los hombres se responsabilizaran y durante su discurso de 1887 en la convención estatal de la Unión Cristiana de Mujeres por la Templanza, planteó que las mujeres estaban cumpliendo con sus obligaciones como esposas y madres, pero que los hombres subestimaban su importancia. Sostuvo que las mujeres deberían ejercer más autoridad en el seno del hogar y tener más influencia en el proceso de toma de decisiones, que debería proporcionarse una educación adecuada tanto a las esposas como a las hijas, que las mujeres deberían tener independencia económica a través de esa educación, formación y, posteriormente, empleo, y que las mujeres deberían ejercer una mayor influencia en los hijos. En 1898 escribió «Textile Education for Georgia Girls» como un intento de convencer a los legisladores de Georgia de la necesidad de la educación de las niñas; en este artículo sostenía que era responsabilidad de un hombre cuidar de su esposa e hijos, por lo que era su responsabilidad asegurar que sus hijas tuvieran los mismos derechos y oportunidades que sus hijos.
Sin embargo, esta estrategia no funcionaba y en 1900 se unió oficialmente al Movimiento por el Sufragio de las Mujeres. Este movimiento la llevó a trabajar incansablemente por los derechos de las mujeres blancas, como el derecho al voto, el movimiento progresista, la educación pública gratuita para las mujeres y la admisión en las universidades públicas com más de treinta años de edad. Destacada activista del sufragio femenino en Georgia, Felton encontró muchos opositores entre los georgianos que se oponían al voto de las mujeres, como Mildred Lewis Rutherford, historiadora de la United Daughters of the Confederacy. Durante un debate en 1915 con Rutherford y otros antisufragistas ante el comité legislativo de Georgia, el presidente permitió que cada uno de los contrarios al voto femenino hablara durante 45 minutos, pero exigió que Felton dejara de hablar después de 30 minutos; ella lo ignoró y habló durante 15 minutos más, burlándose en su discurso de Rutherford y acusándola implícitamente de hipocresía. Sin embargo, el comité legislativo de Georgia no aprobó el proyecto de ley de sufragio. Georgia fue posteriormente el primer estado estadounidense en rechazar la Decimonovena Enmienda a la Constitución de los Estados Unidos cuando fue propuesta en 1919 y, a diferencia de la mayoría de los otros estados de la Unión, Georgia no permitió que las mujeres votaran en las elecciones presidenciales de 1920; las mujeres de este estado no consiguieron el derecho a votar hasta 1922.

## Racismo
Tras su matrimonio, a los dieciocho años de edad, Rebecca y su esposo eran dueños de esclavos antes de iniciarse la guerra civil; fue la última miembro de las dos cámaras del Congreso de los Estados Unidos en haber sido dueña de esclavos.
Felton era defensora del supremacismo blanco, e hizo afirmaciones como que cuanto más dinero gastaba Georgia en la educación de los negros, más crímenes cometían. Para la Exposición Mundial Colombina de 1893, «propuso una exposición en el sur “ilustrando el período de la esclavitud”, con una cabaña y “gente de color real haciendo alfombras, collares de conchas y canastas, una mujer hilando y cardando algodón, y otra tocando el banjo y mostrar la vida real del esclavo, no la del tipo del Tío Tom”», quería mostrar «al negro ignorante y alegre, a diferencia de las monstruosidades de Harriet Beecher Stowe».
Felton consideraba a los «jóvenes negros» que buscaban un trato igualitario como «gorilas semicivilizados» y les atribuía una «lujuria salvaje» por las mujeres blancas. Al tiempo que reivindicaba el derecho al sufragio de las mujeres, denunció el derecho al voto de los negros, argumentando que ello propiciaba directamente la violación de las mujeres blancas.
En 1899 una gran multitud de georgianos blancos torturaron, mutilaron y quemaron a un hombre negro, Sam Hose, quien supuestamente había matado a un hombre blanco en defensa propia pero no había cometido la violación de la mujer (blanca) de la que se le acusaba. La multitud vendió partes de sus restos físicos como recuerdo. Felton dijo que cualquier «marido o padre de corazón recto» habría matado a «la bestia» y que a Hose se le debía menos simpatía que a un perro rabioso.
Defendió más linchamientos de hombres negros, y dijo en una ocasión que eso era «elíseo» comparado con la violación de mujeres blancas. Al menos en una ocasión, abogó explícitamente porque los sureños blancos participaran en linchamientos a gran escala para proteger a la sociedad.

## Escritora
Escribía los discursos de su marido en sus campañas políticas. Fundó junto a su marido un periódico semanal, el Cartersville Free Press, en la que a menudo fue columnista. Su columna «The Country Home» apareció en el Atlanta Journal durante casi dos décadas. Publicó tres libros: My Memoirs of Georgia Politics (1911), Country Life in Georgia in the Days of My Youth (1919) y The Romantic Story of Georgia’s Women (1930).

## Día como senadora

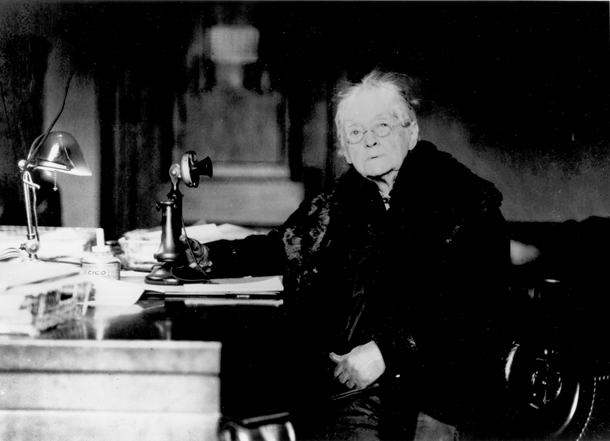
Felton en su despacho del Senado.

En 1922 el gobernador de Georgia Thomas W. Hardwick era candidato en elecciones generales al Senado, cuando el senador Thomas E. Watson murió inesperadamente. Con la intención de conseguir un candidato que no fuera un competidor en la elección parcial para cubrir la vacante, además de un medio de asegurarse el voto de las nuevas mujeres votantes enemistadas por su oposición a la Decimonovena Enmienda (que estipulaba que ni los estados de los Estados Unidos ni el gobierno federal podrían denegarle a un ciudadano el derecho de voto a causa de su sexo), Hardwick eligió a Felton para servir como senadora el 3 de octubre. No se esperaba que el Congreso se volviera a reunir hasta después de las elecciones, por lo que las posibilidades de que Felton prestara juramento eran escasas. Sin embargo, Walter F. George ganó la elección parcial a pesar de la estratagema de Hardwick y, en lugar de tomar posesión de su cargo en la siguiente reunión del Senado el 21 de noviembre, George permitió que Felton prestara juramento, en parte por la persuasión de Felton, y a una campaña de apoyo emprendida por las mujeres blancas de Georgia. Rebecca Felton se vio beneficiada como una conocida y respetada representante del movimiento sufragista en un momento en que los políticos deseaban mejorar su posición con las mujeres que acababan de conseguir su derecho al voto mediante un gesto simbólico. Felton se convirtió así en la primera mujer senadora y la única mujer en ocupar un escaño en el Senado por Georgia, y ocupó el puesto hasta que George asumió el cargo al día siguiente.

## Últimos años
Después de dedicar más de cinco décadas al derecho al voto de las mujeres blancas, Rebecca Latimer Felton regresó a Cartersville, Georgia, y continuó escribiendo sobre temas políticos y dando conferencias hasta sus últimos días, terminando su libro The Romantic Story of Georgia's Women poco antes de su muerte. Hizo una breve aparición en el Capitolio en 1927, con motivo de la incorporación por Georgia de una estatua de Alexander Stephens a la colección del Salón Nacional de las Estatuas. Murió en Atlanta el 24 de enero de 1930, a los 94 años de edad. Sus restos fueron enterrados en el cementerio Oak Hill en Cartersville.